# Legio I Adiutrix

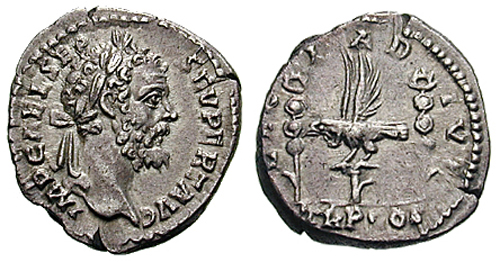
Een denarius van Septimius Severus die het legio I Adiutrix eert. Het legio I Adiutrix hielp Septimus Severus dan ook aan de macht.

Legio I Adiutrix is een legioen dat werd opgericht door Nero in 66, maar dat door zijn voortijdig overlijden werd overgenomen door zijn opvolgers. Galba voltooide de creatie van dit legioen in 69 met de formele vestiging ervan. Het symbool van dit legioen was de steenbok, maar ook Pegasus werd gebruikt als teken. In latere tijd kreeg het legioen de eretitel Pia Fidelis.

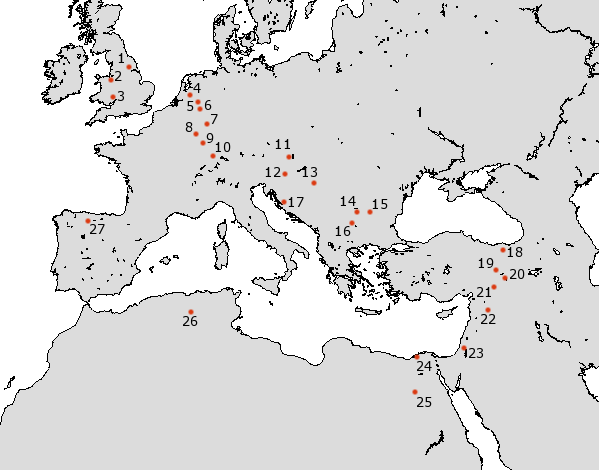
Situering van Legio I Adiutrix (8) in 80.

Het eerste gevecht waarin Legio I Adiutrix wordt vermeld, is de Eerste Slag bij Bedriacum, april 69, waar het samen met Legio XIII Gemina vocht aan de zijde van Otho, maar verslagen werd. Vitellius plaatste het legioen over naar Spanje. In het jaar 70 vocht het legioen tegen opstandige Bataven en vestigde een vaste basis te Mainz. Onder Domitianus vocht het legioen in 83 tegen de Chatti aan de Rijn. Een poos later werd het legioen gevestigd te Brigetio.
Toen Domitianus in 96 werd vermoord, was er onrust in het Donaugebied, waar men Nerva niet wilde aanvaarden als opvolger. Legioen I Adiutrix gedroeg zich het meest loyaal in deze periode en dankte daaraan de nieuwe bijnaam Pia Fidelis.
In de periode 101-106 vocht het leger in Dacië. Onder Trajanus hielp het deze met zijn campagne tegen de Parthen tussen 115 en 117. Hadrianus zond het legioen terug naar Brigetio in Pannonië. Tijdens de burgeroorlog in 193-195 steunde het legioen Septimius Severus. Tussen 236 en 237 nam het legioen deel aan de oorlog in Dacië. Ook in de campagne van Gordianus III in 244 tegen de Perzen was dit legioen van de partij. In 259 vocht het legioen tegen de invallende Alemannen en verdedigde zo Italië.
Het legioen wordt een laatste keer vermeld in het jaar 444.

## Verder lezen
- J.B. Campbell, art. Legio, in NP7 (1999), klm. 7-22.